# Vydří jezero
Vydří jezero se nalézá v Saskatchewanu, v Kanadě. nachází se asi 80 km severně od La Ronge. Je součástí povodí řeky Churchill (přítok Hudsonova zálivu). Je přibližně 16 kilometrů dlouhé a 14,5 kilometru široké.
Druhy ryb, které se tu běžně vyskytují, zahrnují candáty kanadské (anglicky sauger), candáty druhu Sander vitreus (anglicky walleye), okouny druhu Perca flavescens (anglicky yellow perch), štiky druhu Esox lucius (anglicky northern pike), siveny druhu Salvelinus namaycush (anglicky lake trout), pstruhy duhové (anglicky rainbow trout), síhy druhu Coregonus clupeaformis (anglicky lake whitefish), síhy druhu Coregonus artedi (anglicky cisco), mníky (anglicky burbot), pakaprovce druhu Catostomus commersonii (anglicky white sucker) a pakaprovce druhu Catostomus catostomus (anglicky longnose sucker)
Osada Missinipe se rozkládá na západním břehu jezera a indiánská rezervace Grandmother's Bay Reserve #212 na severním. Jezero se nachází na severu provinčního parku Lac La Ronge Provincial Park a na jeho jihovýchodním břehu se nachází jeden ze čtyř autokempů pro návštěvníky parku.